# Kara Ben Nemsi, de held uit de woestijn
Kara Ben Nemsi, de held uit de woestijn is de vertaalde roman van Karl May met de titel: Durch die Wüste uit 1892.
Het is het eerste deel dat zich afspeelt in het Ottomaanse Rijk.

## Verhaal
We maken kennis met de auteur, die zich in deze contreien door zijn bediende, Hadji Halef Omar, Kara Ben Nemsi laat noemen. Deze Halef is een Arabier afkomstig uit een gebied ten westen van de Sahara. In dit eerste verhaal van hen samen proberen ze vol overgave elkaar te bekeren, waarbij opvalt dat de kennis van Kara Ben Nemsi inzake de Koran veel groter is dan de kennis van Hadji Halef Omar over de Bijbel. Het tweetal besluit na lange dialogen steeds weer om het er niet meer over te hebben.
Ze vinden in de woestijn het lijk van de Franse koopman Paul Galingré uit Marseille en treffen kort daarna zijn moordenaar aan de Armeniër Hamd el Amasat. Kara Ben Nemsi neemt hem alle geroofde bezittingen af en laat hem vervolgens gaan. Enige tijd later pleegt de Armeniër op een zeer gevaarlijke plaats in een moeilijk begaanbaar zoutmeer een aanslag. Hun gids Sadek wordt gedood en Kara Ben Nemsi en Halef weten zich maar nauwelijks in veiligheid te brengen, waarbij de metgezel van de Armeniër omkomt. Ze komen onderweg de zoon Omar van hun omgekomen gids tegen, die besluit wraak te zullen gaan nemen.
Tijdens een verblijf in Caïro waar Halef zich een zweep van nijlpaardenhuid aanschaft, weet Kara Ben Nemsi een geroofd meisje uit Montenegro, Senitza dochter van Osko uit Skoetari, te bevrijden uit de macht van Abrahim Mamoer. Hij krijgt daarbij de hulp van haar verloofde Isla Ben Maflei, die haar fanatiek achterna is gereisd. Via zijn connecties aan het Turkse hof, krijgt ook Kara Ben Nemsi een boejoeroeldoe van de sultan, een soort van diplomatieke pas.
Tijdens een tocht over de Rode Zee worden ze gevangengenomen door de beruchte rover Aboe Seïf. Na hun ontsnapping komen ze in contact met de uitgestoten stam van de Ateïben. Halef krijgt het verzoek om een ongetrouwd meisje, de kleindochter van het stamhoofd sjeik Malek, op haar Hadj te begeleiden naar Mekka. Omdat ongetrouwde vrouwen niet op Hadj mogen sluiten Halef Omar en Hanneh van 15 jaar een schijnhuwelijk, dat hem de plicht oplegt als invaller “delîl” haar op de bedevaart te begeleiden en bij terugkeer haar weer maagdelijk terug te geven aan haar vader. Na de bedevaart zal het huwelijk  worden ontbonden. Maar de twee raken verliefd op elkaar en als Halef na de bedevaart Aboe Seïf, de aartsvijand van de stam der Ateïben ombrengt, wordt hij op eigen verzoek middels een volwaardig huwelijk met Hanneh opgenomen in de stam. Tegelijkertijd is ook Kara Ben Nemsi een paar uur in Mekka geweest, totdat hij spoorslags de stad moet ontvluchten, omdat dezelfde Aboe Seïf hem herkent als een ongelovige.
Kara Ben Nemsi vlucht vooruit richting de Tigris, alwaar hij de Engelse Lord Lindsay ontmoet met zijn 2 bedienden Bill en Fred. Ze besluiten samen op te trekken. Ze worden koel ontvangen door Sjeik Mohammed Emin van de Sjammar Haddedihn. De sjeik heeft een gevangen zoon in de vesting Amediye, en hij verdenkt de Engelse consul te Bagdad van medeplichtigheid. Maar Kara Ben Nemsi weet de sjeik gunstig te stemmen met het bericht van het ombrengen van Aboe Seïf door zijn bediende. Tevens ziet de sjeik uit naar de komst van de uitstekend bewapende Ateïben, die zich bij hem willen aansluiten. Door zijn militaire ervaring als Old Shatterhand, weet Kara Ben Nemsi een veldslag tussen zes Arabische stammen in een eclatante overwinning voor Mohammed Emin om te buigen. Daarvoor heeft de sjeik dan al het kostbare paard Rih aan Kara Ben Nemsi ten geschenke gegeven.
Na de veldslag trekt Kara Ben Nemsi met Halef verder om inlichtingen te vergaren over de verdwenen zoon van de sjeik. Hij gaat op audiëntie bij de stadhouder van Mosoel, die hij om zijn vingers windt door hem te leren kunstwijn te maken. Hij trekt verder met een escorte van 10 soldaten,waaronder de ezelrijdende Ifra een boeloek emini, en bereikt de sekte van de duivelaanbidders, de Jezidi's, die veel christelijke elementen in hun godsdienst hebben maar het symbool van het water grotendeels door dat van het louterende vuur hebben vervangen. Hij waarschuwt hun leider Ali Bey bijtijds voor een overval door Turkse troepen tijdens hun jaarlijkse festival. Maar voordat ze daar geraken hebben ze bij toeval sjeik Mohammed Emin bevrijd, die getuige was van een belangrijke troepenconcentratie. Onder voorwendsel van een aanval op zijn eigen Sjammar-stam, stonden de troepen klaar om de Jesidi aan te vallen. Gedrieën zijn ze de gast van de Jesidi bij hun jaarfeest onder de leiding van hun geestelijk leider Pir Kamek.